# Herb gminy Gać
Herb gminy Gać – jeden z symboli gminy Gać, autorstwa Kamila Wójcikowskiego i Roberta Fidury, ustanowiony 16 grudnia 2013.

## Wygląd i symbolika
Herb przedstawia na tarczy w polu błękitnym od czoła Archanioła Gabriela przyklękającego na lewe kolano, na wprost, w szacie srebrnej, ze takimiż skrzydłami, o twarzy, nogach i rękach naturalnych, z nimbem złotym, trzymającego w prawicy lilię srebrną na łodydze ulistnionej złotej, lewicę opierający na sercu; od podstawy grobla z plecionej faszyny złota, wynurzająca się zza fal błękitnych.
Herb nawiązuje do pierwotnej nazwy miejscowości, będącej siedzibą władz gminy. Gać została określona jako Hawrilowagacz w 1375 i Gabrlowa Gać w 1424. Pierwotną nazwą miejscowości była zatem Gabrielowa Gać, prawdopodobnie od imienia zasadźcy albo pierwszego właściciela wsi. Samo słowo Gać oznacza faszynową groblę. Grobla taka rzeczywiści istniała w miejscowości Gać, a jej ślady można znaleźć do dzisiaj. Barwy herbu nawiązują do barw herbowych ziemi przemyskiej.